# GlaubeLiebeTod
GlaubeLiebeTod (ted. "FedeAmoreMorte") è il nono album del gruppo tedesco OOMPH! che segue la scia lasciata dal suo predecessore.
La copertina, a sfondo nero, rappresenta un crocifisso, un cuore infuocato con, attorno, una corona di spine ed un teschio.

## Tracce
1. Gott ist ein Popstar
2. Das letzte Streichholz
3. Träumst du?
4. Die Schlinge
5. Du willst es doch auch
6. Eine Frau spricht im Schlaf
7. Mein Schatz
8. Dreh dich nicht um
9. Land in Sicht
10. Tanz in den Tod
11. Ich will deine Seele
12. Zuviel Liebe kann dich töten
13. Wenn du mich lässt
14. Menschsein
15. Gott ist ein Popstar